# Rue des Dames (film)
 (décembre 2023).
Si vous disposez d'ouvrages ou d'articles de référence ou si vous connaissez des sites web de qualité traitant du thème abordé ici, merci de compléter l'article en donnant les références utiles à sa vérifiabilité et en les liant à la section « Notes et références ».
Pour les articles homonymes, voir Rue des Dames.
Pour plus de détails, voir Fiche technique et Distribution.
Rue des Dames est un film dramatique français réalisé par Hamé Bourokba et Ekoué Labitey, sorti en 2022.

## Synopsis
Mia, 25 ans, employée dans un petit salon de manucure dans le 18ème à Paris, apprend qu'elle est enceinte. Il lui faut trouver d'urgence un nouvel appartement alors que son copain Nabil, en liberté conditionnelle, peine à joindre les deux bouts. Lancée dans une frénétique course contre la montre, Mia monte une combine impliquant des clientes du salon, des soirées privées, et un footballeur-star. Cette fois, elle n'a plus le choix : elle doit reprendre son destin en main

## Fiche technique
Sauf indication contraire, les informations mentionnées dans cette section peuvent être confirmées par les bases de données cinématographiques IMDb et Allociné,  présentes dans la section « Liens externes ».
- Titre original : Rue des Dames
- Réalisation : Hamé Bourokba et Ekoué Labitey
- Scénario : Hamé Bourokba et Ekoué Labitey
- Musique : Mosey et Kim N'Guyen
- Décors : Valérie Saradjian
- Costumes : Christel Birot
- Photographie : César Decharme
- Son : Jean-Christophe Lion et Arnaud Marten
- Montage : Hugo Lemant
- Production : Hamé Bourokba et Ekoué Labitey
  - Production délégué : Antoni Gimel-Lecosse
  - Production exécutive : Gilles Pinaudeau
- Sociétés de production : France 2 Cinéma, Les Films du Cercle, La Rumeur Filme, Mare & Monti Film
- Société de distribution : France Télévisions et The Jokers
- Pays de production :  France
- Langue originale : français
- Format : couleur
- Genre : drame
- Durée : 97 minutes
- Dates de sortie :
  - France : 26 août 2022 (Festival d'Angoulême) ; 13 décembre 2023 (sortie nationale)

## Distribution
- Garance Marillier : Magali dite "Mia"
- Sandor Funtek : Yohann
- Gradi Beinz : Djibril
- Slimane Dazi : Alexandre Belkacem dit "Belka", l'agent de Djibril
- Bakary Keita : Issa, le chauffeur de taxi cousin de Djibril
- Virginie Acariès : Diane, la fille enceinte de Djibril
- Mamadou Minté : César
- Pierre Langlois : Théo
- Amir Bettayeb : Nabil
- Eléonore Bernheim : Nathalie, la mère de Mia
- Caroline Baehr : Bérengère, la patronne de Mia
- Béleina Win : Fong, l'autre employée de Bérengère
- Sawsan Abès : Sabine, une fille à la soirée